# كارين مونستودر
كارين مونستودر (Karin Månsdotter؛ 6 نوفمبر 1550 - 13 سبتمبر 1612) ملكة السويد القرينة زوجة إريك الرابع عشر ملك السويد.